# 稲田勤
稲田 勤（いなだ つとむ、1898年11月19日 - 1976年8月27日）は、日本の経営者。明治生命保険社長を務めた。

## 経歴
東京都出身。1922年に慶應義塾理財科を卒業し、同年に明治生命保険に入社。
1946年11月に常務に就任し、1958年5月に副社長を経て、1961年5月に社長に就任。1964年5月には相談役に就任した。
経済団体連合会理事、日本経営者団体連盟常任理事、日本相撲協会会長なども歴任した。
1963年5月に藍綬褒章を受章し、1970年4月に勲四等旭日小綬章を受章。
1976年8月27日、心筋梗塞のために死去。77歳没。